# Шебека

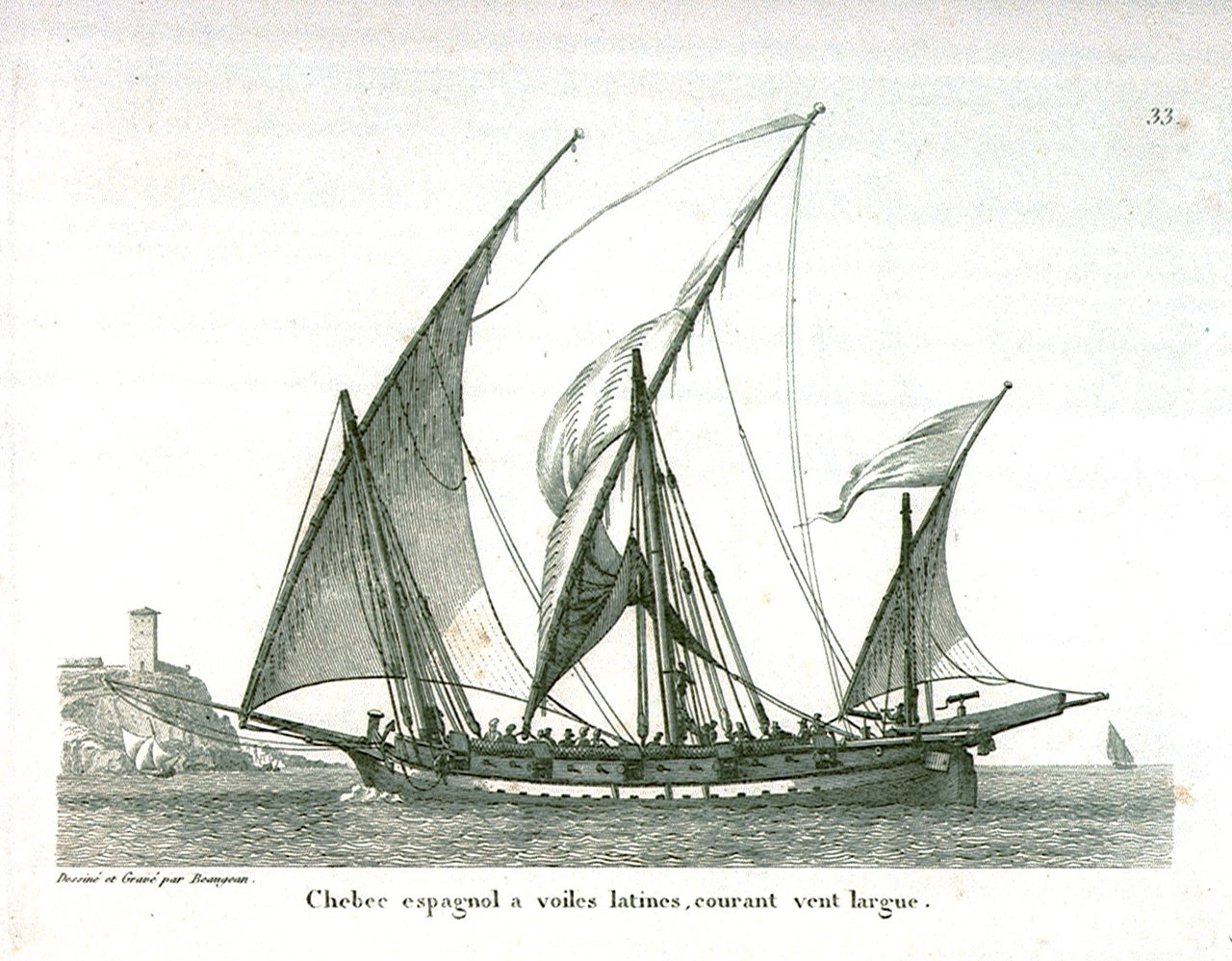
Іспанська шебека XVIII ст.

Шебе́ка (через нім. Schebecke і італ. sciabecco від араб. شباك, шаббак) — парусно-гребне судно, яке мало 2 різновиди.

## Середньовічна шебека
Шебека — невелике парусно-гребне судно, яке застосовували в середні віки на Середземному морі. Мало косі вітрила (латинські) і в штиль пересувалось на веслах.
Зовнішні характерні особливості — передня щогла нахилена вперед, вузький довгий корпус з різким розширенням обводів носової частини біля палуби, що забезпечувало хорошу мореплавність в неспокійному морі.
За конструкцією близька до каравел та галер, але переважала їх за швидкістю, мореплавністю та озброєнням.
Шебеки входили до складу військового флоту; використовувались для перевезення вантажів піратами під час наскоків.

## Шебеки Нового часу
У 2-й половині XVIII століття шебекою називали гребний корабель, введений на заміну галерам при діях в прибережних водах. Мав до 40 весел, 3 щогли, на яких при попутному вітрі піднімались паруси. Довжина до 35 м, озброєння — 32-50 гармат малого калібру.